# She-Bucaneer
She Buccaneer est un personnage de pirate féminin créé en 1992 pour le compte de Fantagraphics.

## Historique
She-Buccaneer fait partie des quelques héroïnes pirates de comics après the Corsair Queen (1951) mais avant El Cazador (2003) ou Rawbone (2009). Mais c’est davantage vers le personnage de Red Sonja qu’il faut chercher ses influences, tant à cause des formes de la protagoniste que de son costume, plutôt moulant, mettant en valeur les rondeurs féminines. Le tout dans un goût que l’on qualifiera d’assez gaulois. À titre d’exemple la décoration du soutien gorge de l’héroïne est celui du Jolly Roger. Mais le style du dessin mi-réaliste, mi-comique, montre bien qu’il convient de ne pas prendre les choses au sérieux. Nous sommes bien dans le second degré.
C’est dans le cadre de la revue Monster Comics que She Buccaneer est créée en 1992. Cette mini-série de deux numéros n’est pas poursuivie et il faudra atteindre une dizaine d’années pour voir la pulpueuse boucanière refaire surface.
Mais ce nouveau projet ne prend pas la forme de comics mais d’un scénario de film. Nous sommes en 2001, soit deux avant le premier volet des Pirates des Caraïbes. Tout comme chez Disney, l’aspect fantastique est bien présent et les rebondissements nombreux. Mais aucun producteur n’est prêt à suivre. Il faut dire qu’à l’époque les deux derniers grands films de pirates, ou annoncés comme tels, ont été des désastres financiers. 

Les 40 millions de dollars de Pirates (1986) de Roman Polanski ont coulé corps et bien. Si cette somme paraît faible à l’aune des blockbusters actuels, il convient de la comparer aux autres films de l’époque comme Top Gun (15 M $), Aliens, le Retour (18,5 M $) ou mieux encore Platoon (6 M $) qui furent de grands succès publics.
Douze ans plus tard, les 98 millions de $ de L'Île aux pirates, autre flop monstrueux, n’ont rien fait pour rassurer les producteurs. Bref, ce projet sera refusé et restera à l’état de prototype jusqu’à son adaptation pour le compte de Great Big Comics. En passant chez ce nouvel éditeur, She Buccaneer (parfois aussi orthographiée avec un trait d’union) devenait SheBuccaneer en un seul mot, la série étant même précédée de « The Voyages of ».

## L’Histoire
Dans les épisodes parus dans Monster Comics, She Buccaneer passe son temps à se battre contre le méchant gouverneur de San Saba, Don Pedro De Castro De La Vega. On savourera le choix du nom qui allie à la fois celui du lider maximo et celui de Zorro. 
Dans la deuxième série Jack Rackham, plus connu sous le nom de Calico Jack, vient d’être pendu. Sa compagne, elle n’est jamais nommée, se lamente de la perte de son amant. Aussi lorsqu’Ajib Al Abbaba lui dit qu’il est possible de faire revenir les morts à la vie, notre belle tend l’oreille.

La recette est, si l’on peut dire, on ne peut plus simple : il suffit de retrouver 7 pierres précieuses et évidemment magiques, se rendre en Égypte et se faire ainsi ouvrir la porte du Royaume des Morts.

Les joyaux sont évidemment disséminés dans des endroits aussi exotiques que l’Atlantide ou l’Eden, prétextes à des aventures plus fantastiques les unes que les autres.

Signée par Heidi et Bill Hughes (sœur/ frère ? ou épouse /mari ?), la première au scénario, le second aux dessins, cette saga a paru de juin 2008 au début 2010 avec deux hiatus, d’abord pendant l’hiver 2008-09 et enfin pendant quasiment tout le second semestre 2009. Si Heidi reste encore aujourd’hui une quasi inconnue, Bill a pleinement participé à la saga Star Wars dans le cycle Droids (1994-95) chez Dark Horse Comics. On le retrouve également chez Antarctic Press dans la série Addam Omega (1997).
Après 6 numéros, la série entame un nouveau cycle intitulé Origins et devant faire 3 épisodes. On devait y rencontrer notamment Mary Read et Anne Bonny, les « vraies » épouses de Calico Jack. Mais une seule revue paraîtra début 2010.

En 2012 Red 5 Comics a édité sous format électronique les différentes aventures de cette pirate sans nom, en 7 livraisons différentes plus une édition qui reprend l’ensemble en un peu moins de 200 planches. Toutefois, il est important de signaler que cette version « intégrale » ne comprend pas l’épisode intitulé Origins. En revanche, un nouvel épisode s’intercale entre les épisodes 3 et 4 initiaux ; le 4 devenant 5, etc.

## Publications

### Fantagraphics
- Monster Comics[5]
  1. (1992)
  2. (1992)

### Big Great Comics
- The Voyages of SheBuccaneer[6]
  1. – Tombs of Eden (Juin 2008)
  2. – Eye of Atlantis (Août 2008)
  3. – The Eye of Kabala (Octobre 2008)
  4. – Eye of the Jade Dragon 1 (Mars 2009)
  5. – Eye of the Jade Dragon 2 (Mai 2009)
  6. – Eye of the Jade Dragon 3 (Juillet 2009)
  7. – Origins (2010)

### Red 5 Comics
- The Voyages of She Buccaneer (collected volume 1 – mai 2012)